# Казачинское муниципальное образование
Каза́чинское муниципа́льное образова́ние или Казачинское сельское поселение — муниципальное образование со статусом сельского поселения в Казачинско-Ленском районе Иркутской области России.
Административный центр — село Казачинское.

## История
Казачинское муниципальное образование создано в декабре 2004 года. В ноябре 2022 года к нему присоединена территория упразднённого Мартыновского муниципального образования и сформировано к январю 2023 года объединённое Казачинское сельское поселение.

## Население
| 2010  | 2011  | 2012  | 2013  | 2014  | 2015  | 2016  |
| ----- | ----- | ----- | ----- | ----- | ----- | ----- |
| 2796  | ↘2783 | ↘2769 | ↘2736 | ↘2684 | ↘2677 | ↗2685 |
| 2017  | 2020  |       |       |       |       |       |
| ↘2628 | ↘2624 |       |       |       |       |       |

## Населённые пункты
В сельское поселение входят 9 населённые пунктов:
| № | Населённый пункт | Тип     | Население |
| - | ---------------- | ------- | --------- |
| 1 | Ермаки           | деревня | ↘33       |
| 2 | Казачинское      | село    | ↘2607     |
| 3 | Карнаухова       | деревня | ↘32       |
| 4 | Коротково        | деревня | ↘0        |
| 5 | Осиново          | село    | →2        |
| 6 | Поперечная       | деревня | ↘2        |
| 7 | Верхнемартыново  | село    | ↘86       |
| 8 | Нижнемартыново   | деревня | ↘31       |
| 9 | Кутима           | село    | ↘19       |

Законом Иркутской области от 12 мая 2017 года к селу Казачинское были присоединены деревни Испиритиха, Паузок, Берёзовка, Конец Луг.
Законом Иркутской области от 7 ноября 2022 года к Казачинскому муниципальному образованию были присоединены все три населённых пункта упразднённого Мартыновского муниципального образования.